# Andrzej Lerch
Andrzej Lerch (ur. 1937 w Borysławie) – polski projektant architektury statków, pedagogASP w Gdańsku oraz Wydziału Architektury, Inżynierii i Sztuki Sopockiej Akademii Nauk Stosowanych. 

## Życiorys
Studiował na Wydziale Architektury Politechniki Gdańskiej w latach 1956–1962. Profesor, prowadzi Pracownię Projektowania Architektury Okrętu na Wydziale Architektury i Wzornictwa ASP w Gdańsku.
Na Wydziale Architektury, Inżynierii i Sztuki Sopockiej Akademii Nauk Stosowanych prowadzi zajęcia z projektowania wnętrz obiektów pływających oraz zajęcia z technologii wnętrzarskich. 
Członek Akademickiego Klubu Obywatelskiego im. Prezydenta Lecha Kaczyńskiego w Gdańsku.